# Conservación de la vida silvestre

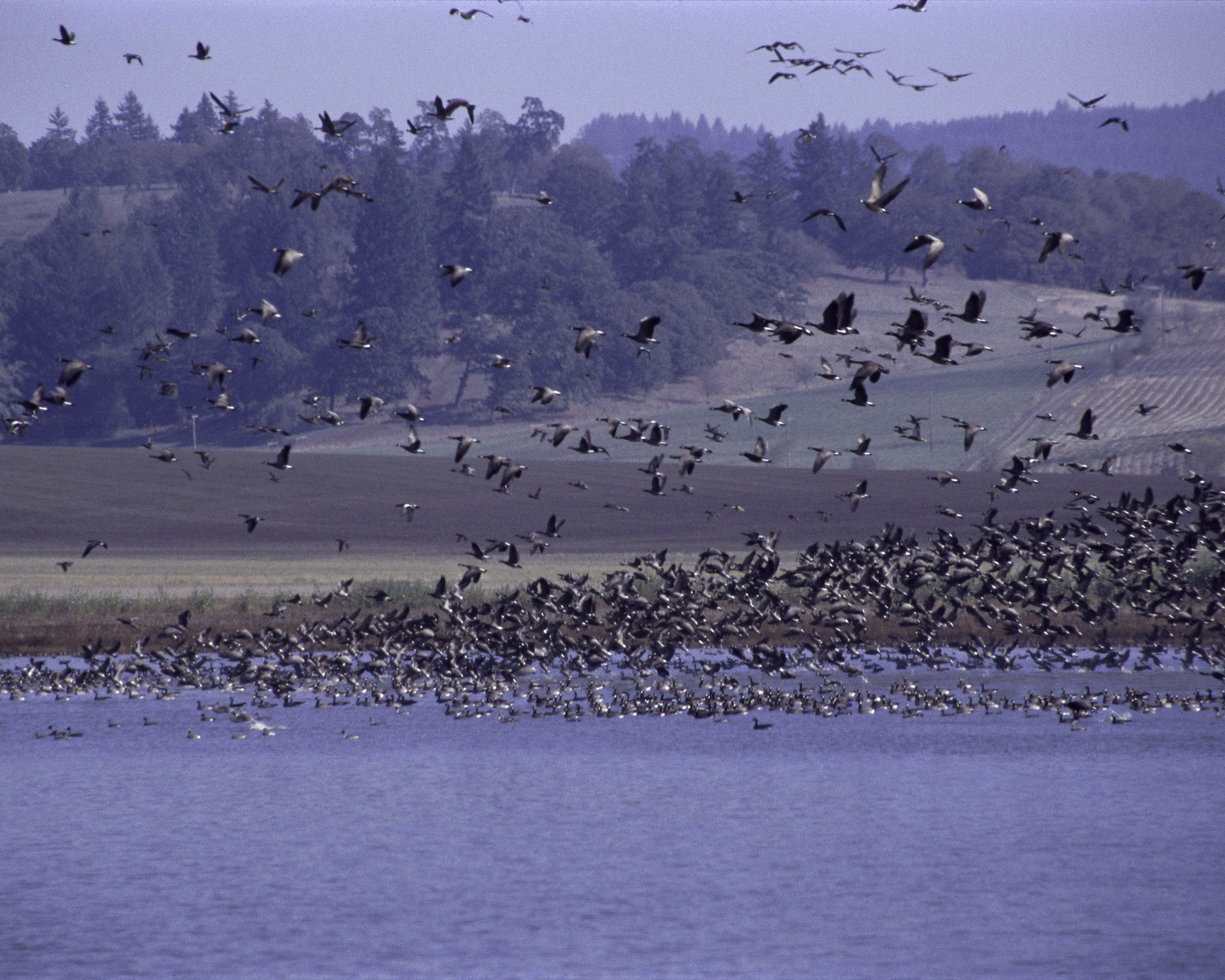
Refugio de Vida Silvestre Ankeny en Oregón.

La conservación de la vida silvestre se refiere a la práctica de proteger las especies silvestres y sus hábitats para mantener especies o poblaciones de vida silvestre saludables y restaurar, proteger o mejorar los ecosistemas naturales. Las principales amenazas para la vida silvestre incluyen la destrucción, degradación y fragmentación del hábitat, la sobreexplotación, la caza furtiva, la contaminación y el cambio climático. La UICN estima que 27 mil especies de las evaluadas están en riesgo de extinción. Al expandirse a todas las especies existentes, un informe de la ONU de 2019 sobre la biodiversidad puso esta estimación aún más alta en un millón de especies. También se reconoce que está desapareciendo un número creciente de ecosistemas en la Tierra que contienen especies en peligro de extinción. Para abordar estos problemas, ha habido esfuerzos gubernamentales tanto nacionales como internacionales para preservar la vida silvestre de la Tierra. Entre los acuerdos de conservación destacados se incluyen la Convención de 1973 sobre el Comercio Internacional de Especies Amenazadas de Fauna y Flora Silvestres (CITES) y la Convención de sobre la Diversidad Biológica (CBD) de 1992. También hay numerosas organizaciones no gubernamentales (ONG) dedicadas a la conservación, como The Nature Conservancy, World Wildlife Fund y Conservación Internacional.

## Amenazas a la vida silvestre

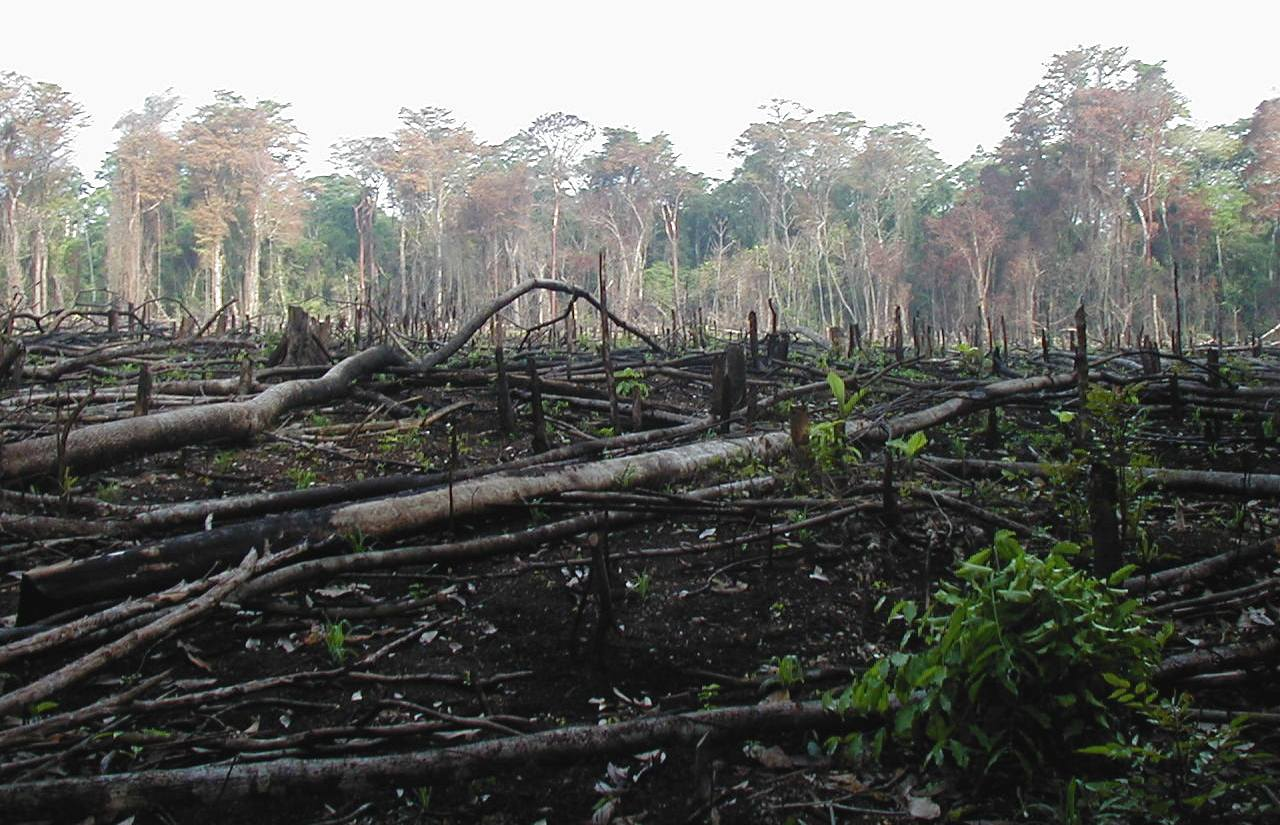
Un bosque quemado para fines agrícolas en el sur de México.

### Destrucción del hábitat
La destrucción del hábitat reduce la cantidad de lugares en los que puede vivir la vida silvestre. La fragmentación del hábitat rompe un tramo continuo de hábitat, a menudo dividiendo grandes poblaciones de vida silvestre en varias más pequeñas. La pérdida y fragmentación del hábitat causada por el hombre son los principales impulsores de la disminución y extinción de especies. Los ejemplos clave de la pérdida de hábitat inducida por el hombre incluyen la deforestación, la expansión agrícola y la urbanización. La destrucción y fragmentación del hábitat puede aumentar la vulnerabilidad de las poblaciones de vida silvestre al reducir el espacio y los recursos disponibles para ellos y al aumentar la probabilidad de conflictos con los humanos. Además, la destrucción y la fragmentación crean hábitats más pequeños. Los hábitats más pequeños sostienen poblaciones más pequeñas, y es más probable que las poblaciones más pequeñas se extingan.

### Sobreexplotación
La sobreexplotación es la recolección de animales y plantas a un ritmo más rápido que la capacidad de recuperación de la especie. Si bien a menudo se asocia con la sobrepesca, la sobreexplotación puede aplicarse a muchos grupos, incluidos mamíferos, aves, anfibios, reptiles y plantas. El peligro de la sobreexplotación es que si se capturan demasiados individuos de una especie, es posible que la especie no se recupere. Por ejemplo, la sobrepesca de los principales peces depredadores marinos como el atún y el salmón durante el siglo pasado ha provocado una disminución en el tamaño y número de los peces.

### Caza furtiva
La caza furtiva para el comercio ilegal de vida silvestre (especie introducida) es una gran amenaza para ciertas especies, particularmente aquellas en peligro de extinción cuyo estado las hace económicamente valiosas. Dichas especies incluyen muchos mamíferos grandes como elefantes africanos, tigres y rinocerontes. (intercambiado por sus colmillos, pieles y cuernos, respectivamente).

### Sacrificios planificados
Las matanzas deliberadas y selectivas de la vida silvestre ha sido históricamente realizada por parte de los gobiernos para diversos fines. Un ejemplo de esto es la matanza de tiburones, en la que los programas de control de tiburones en Queensland y Nueva Gales del Sur (en Australia) han matado a miles de tiburones, así como tortugas, delfines, ballenas y otras especies marinas. El programa de control de tiburones de Queensland por sí solo ha matado a unos 50 mil tiburones; también ha matado a más de 84 mil animales marinos. También hay ejemplos de sacrificio de poblaciones en los Estados Unidos, como bisontes en Montana y cisnes, gansos y ciervos en Nueva York y otros lugares.

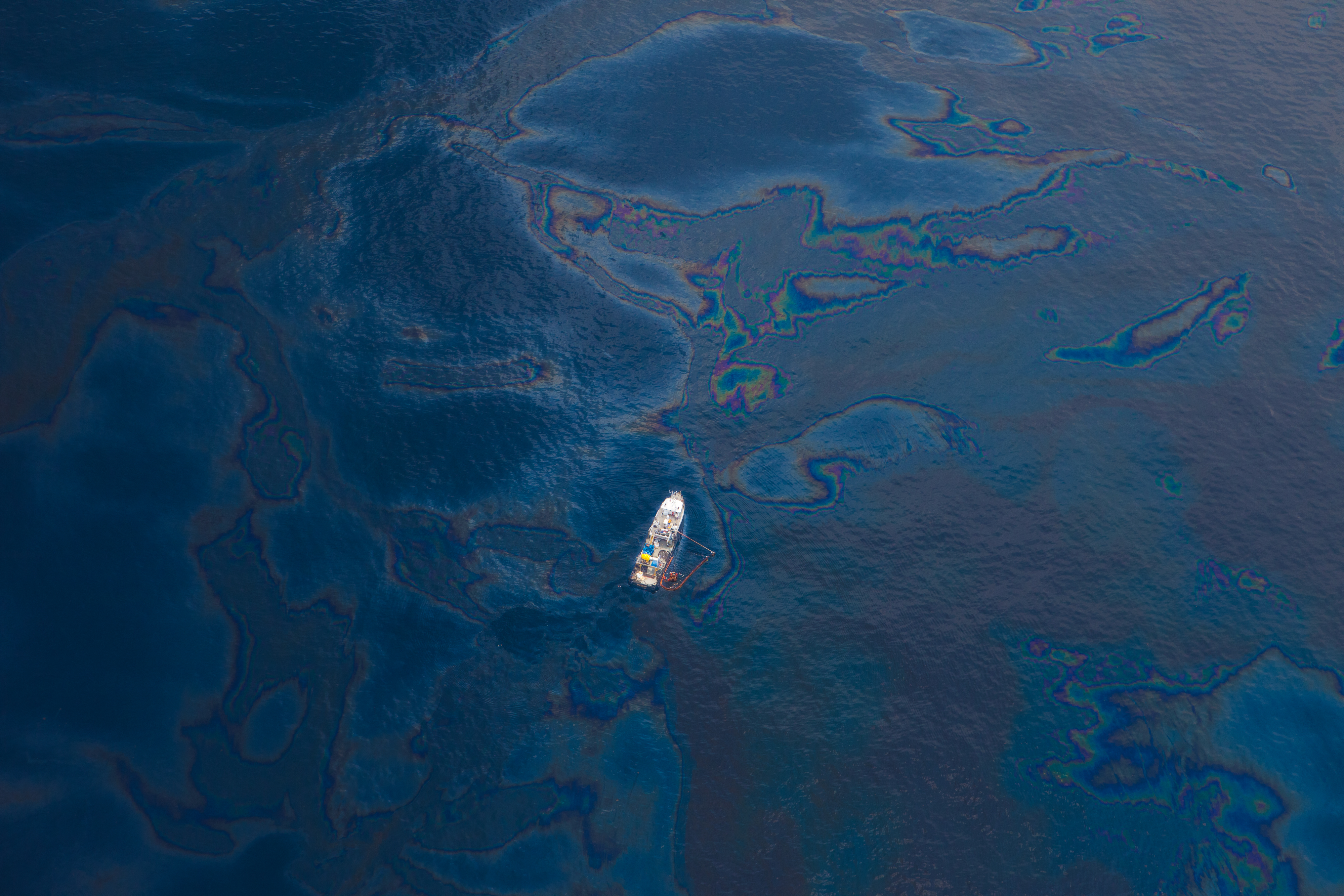
Vista aérea del derrame de petróleo de BP Deepwater Horizon en 2010.

### Contaminación
Una amplia gama de contaminantes impactan negativamente en la salud de la vida silvestre. Para algunos contaminantes, la simple exposición es suficiente para causar daño (por ejemplo, pesticidas). Para otros, es por inhalación (por ejemplo, contaminantes del aire) o ingeriéndolo (por ejemplo, metales tóxicos). Los contaminantes afectan a diferentes especies de diferentes maneras, por lo que un contaminante que es malo para una puede no afectar a otra.
- Contaminantes del aire: la mayoría de los contaminantes del aire provienen de la quema de combustibles fósiles y las emisiones industriales. Estos tienen efectos directos e indirectos sobre la salud de la vida silvestre y sus ecosistemas. Por ejemplo, altos niveles de óxidos de azufre (SOx) pueden dañar las plantas y frenar su crecimiento.[14] Los óxidos de azufre también contribuyen a la lluvia ácida, dañando los ecosistemas terrestres y acuáticos. Otros contaminantes del aire como el esmog, el ozono a nivel del suelo y las partículas reducen la calidad del aire.
- Metales pesados: Los metales pesados como el arsénico, el plomo y el mercurio se encuentran naturalmente en niveles bajos en el medio ambiente, pero cuando se ingieren en dosis altas, pueden causar daño a los órganos y cáncer.[15] El nivel de toxicidad depende del metal exacto, cuánto se ingirió y el animal que lo ingirió. Las actividades humanas como la minería, la fundición, la quema de combustibles fósiles y diversos procesos industriales han contribuido al aumento de los niveles de metales pesados en el medio ambiente.
- Productos químicos tóxicos: hay muchas fuentes de contaminación química tóxica, incluidas las aguas residuales industriales, los derrames de petróleo y los pesticidas. Existe una amplia gama de productos químicos tóxicos, por lo que también existe una amplia gama de efectos negativos para la salud. Por ejemplo, los plaguicidas sintéticos y ciertos productos químicos industriales son contaminantes orgánicos persistentes. Estos contaminantes son de larga duración y pueden causar cáncer, trastornos reproductivos, problemas del sistema inmunológico y del sistema nervioso.[16]

### Cambio climático
Los seres humanos son responsables del cambio climático actual que está cambiando las condiciones ambientales de la Tierra. Está relacionado con algunas de las amenazas mencionadas anteriormente para la vida silvestre, como la destrucción del hábitat y la contaminación. El aumento de las temperaturas, el derretimiento de las capas de hielo, los cambios en los patrones de precipitación, las sequías severas, las olas de calor más frecuentes, la intensificación de las tormentas y el aumento del nivel del mar son algunos de los efectos del cambio climático. Fenómenos como sequías, olas de calor, tormentas intensas y aumento del nivel del mar conducen directamente a la destrucción del hábitat. Mientras tanto, un clima más cálido, precipitaciones fluctuantes y patrones climáticos cambiantes afectarán los rangos de especies. En general, los efectos del cambio climático aumentan el estrés en los ecosistemas y las especies que no pueden hacer frente a las condiciones que cambian rápidamente se extinguirán.

## Conservación de especies

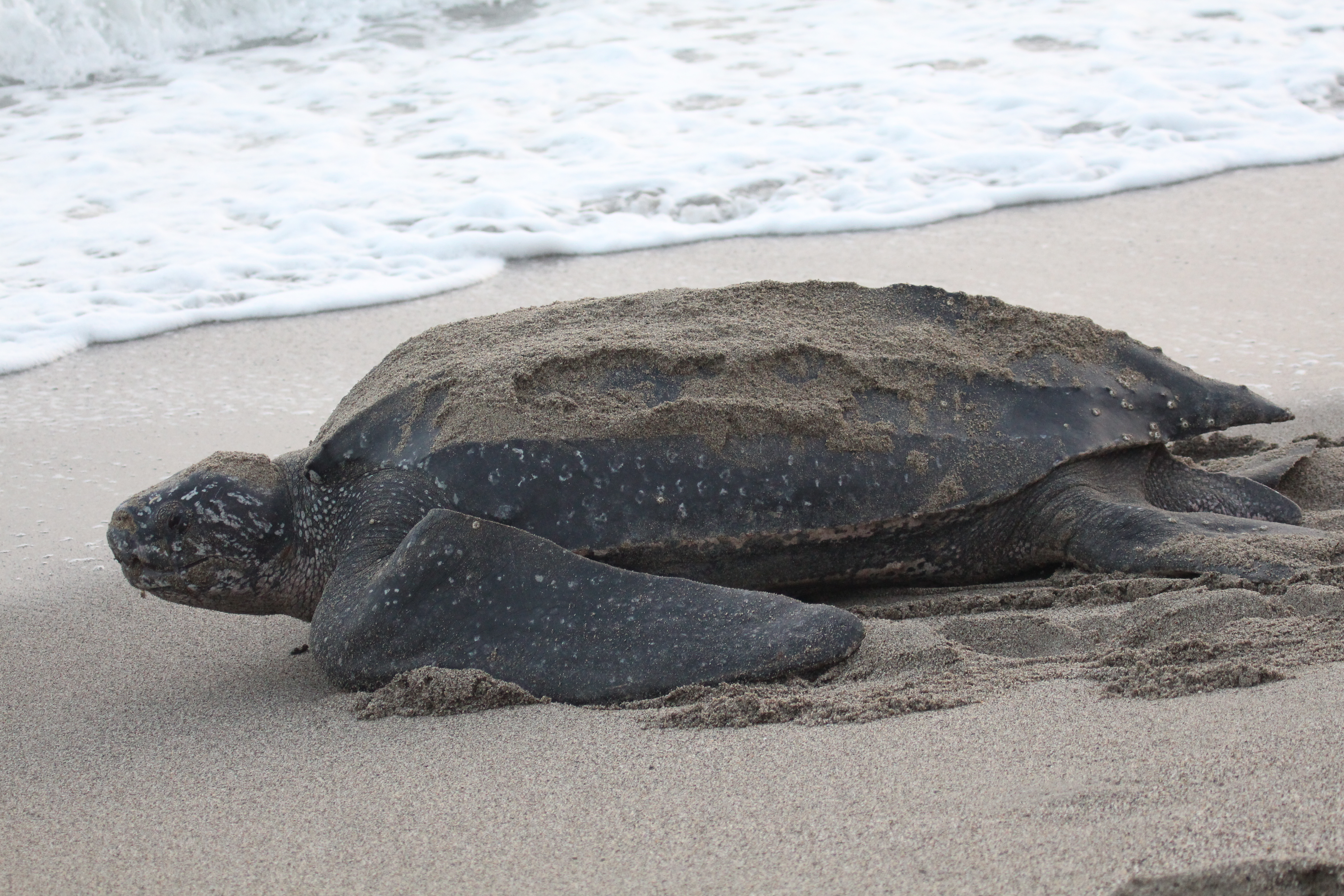
La tortuga laúd (Dermochelys coriacea) está incluida en la Ley de Especies en Peligro de Extinción de Estados Unidos. Entre las medidas para protegerla se incluyen reducir las capturas incidentales, monitorear y proteger su hábitat y reducir los daños causados por la contaminación marina.

Se estima que, debido a las actividades humanas, las tasas actuales de extinción de especies son aproximadamente 1000 veces mayores que la tasa de extinción de fondo (la tasa de extinción "normal" que ocurre sin influencia adicional). Según la UICN, de todas las especies evaluadas, más de 27 mil están en riesgo de extinción y deberían estar bajo conservación. De estos, el 25% son mamíferos, el 14% son aves y el 40% son anfibios. Sin embargo, debido a que no se han evaluado todas las especies, estos números podrían ser aún mayores. Un informe de la ONU de 2019 que evalúa la biodiversidad mundial extrapoló los datos de la UICN a todas las especies y estimó que 1 millón de especies en todo el mundo podrían enfrentar la extinción. Sin embargo, debido a que los recursos son limitados, a veces no es posible dar la debida consideración a todas las especies que necesitan conservación.

## Conservación del hábitat
La conservación del hábitat es la práctica de proteger un hábitat para proteger las especies que se encuentran dentro de él. A veces, esto es preferible a centrarse en una sola especie, especialmente si la especie en cuestión tiene requisitos de hábitat muy específicos o vive en un hábitat con muchas otras especies en peligro de extinción. Esto último suele ser cierto para las especies que viven en puntos críticos de biodiversidad, que son áreas del mundo con una concentración excepcionalmente alta de especies endémicas, que no se encuentran en ningún otro lugar del mundo. Muchos de estos puntos calientes se encuentran en los trópicos, principalmente bosques tropicales como la Amazonía. La conservación del hábitat generalmente se lleva a cabo reservando áreas protegidas como parques nacionales o reservas naturales. Incluso cuando un área no se convierte en un parque o reserva, aún se puede monitorear y mantener.

## Genética de la conservación

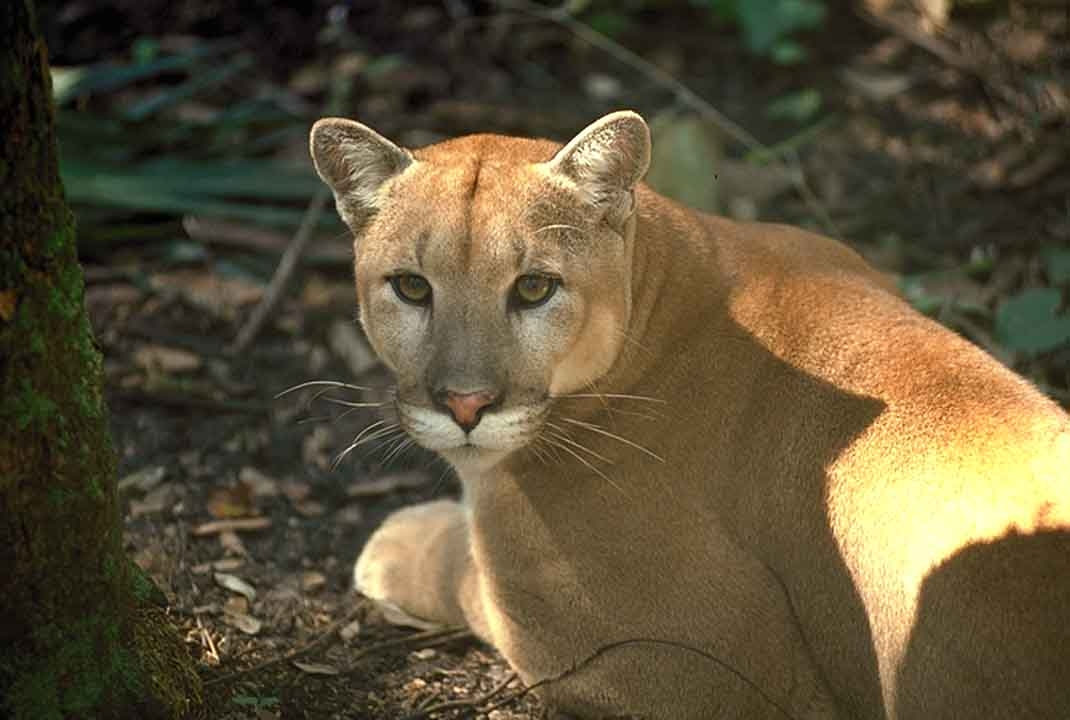
Pantera de Florida (Puma concolor couguar). A principios de la década de 1990, solo quedaba una población con una veintena de individuos. En 1995, se introdujeron 8 pumas hembras de Texas a la población de Florida. Para 2007, la población de panteras de Florida se había triplicado y la descendencia entre los individuos de Florida y Texas tenía una mayor fertilidad y menos problemas genéticos.

La genética de la conservación estudia los fenómenos genéticos que impactan en la conservación de una especie. La mayoría de los esfuerzos de conservación se centran en asegurar el crecimiento de la población, pero la diversidad genética también afecta en gran medida la supervivencia de las especies. La alta diversidad genética aumenta la supervivencia porque significa una mayor capacidad de adaptación a futuros cambios ambientales. Mientras tanto, los efectos asociados con una baja diversidad genética, como la depresión endogámica y la pérdida de diversidad por deriva genética, suelen disminuir la supervivencia de las especies al reducir su capacidad de adaptación o al aumentar la frecuencia de problemas genéticos. Aunque no siempre es el caso, ciertas especies están amenazadas porque tienen una diversidad genética muy baja. Como tal, la mejor acción de conservación sería restaurar su diversidad genética.

## Métodos de conservación

### Monitoreo de la población de vida silvestre
El monitoreo de las poblaciones de vida silvestre es una parte importante de la conservación porque permite a los administradores recopilar información sobre el estado de las especies amenazadas y medir la efectividad de las estrategias de manejo. El monitoreo puede ser local, regional o de rango amplio y puede incluir una o muchas poblaciones distintas. Las métricas comúnmente recopiladas durante el monitoreo incluyen números de población, distribución geográfica y diversidad genética, aunque se pueden usar muchas otras métricas.
Los métodos de seguimiento se pueden clasificar como directos o indirectos. Los métodos directos se basan en ver o escuchar directamente a los animales, mientras que los métodos indirectos se basan en señales que indican que los animales están presentes. Para los vertebrados terrestres, los métodos de monitoreo directo comunes incluyen observación directa, marcaje y recaptura, transectos y estudios de parcelas variables. Los métodos indirectos incluyen estaciones de seguimiento, conteos fecales, extracción de alimentos, conteos de apertura de madrigueras abiertas o cerradas, conteos de madrigueras, conteos de fugas, tarjetas de derribo, huellas de nieve o respuestas a llamadas de audio.
Para los vertebrados terrestres grandes, un método popular es usar trampas de cámara para estimar la población junto con técnicas de marcado y recaptura. Este método se ha utilizado con éxito con tigres, osos negros y muchas otras especies. Las cámaras de seguimiento se pueden activar de forma remota y automática a través de sensores de sonido, infrarrojos, etc. Se han desarrollado métodos de reidentificación de animales individuales basados en la visión por computadora para automatizar dichos cálculos de visión. Los métodos de marcación y recaptura también se utilizan con datos genéticos de muestras de pelo o heces no invasivas. Dicha información se puede analizar de forma independiente o junto con métodos fotográficos para obtener una imagen más completa de la viabilidad de la población.

## Normativa y participación gubernamental

### España
En España se aprobó la Ley de la fauna silvestre, caza y pesca fluvial, que recoge la figura del Área de Protección de la Fauna Silvestre (APF).
Posteriormente, le siguió la Ley de Conservación de los Espacios Naturales y de la Flora y Fauna Silvestres, que en su artículo 29 estableció que la determinación de los animales o plantas cuya protección exija medidas específicas por parte de las Administraciones Públicas, se realizará mediante su inclusión en el Catálogo Nacional de Especies Amenazadas, dentro de alguna de las siguientes categorías A los efectos de la catalogación y en consecuencia, de las medidas necesarias para su protección, distingue la Ley entre especies en peligro
de extinción, sensibles a la alteración de su hábitat, vulnerables y especies de interés especial. 
a) En peligro de extinción, reservada para aquellas cuya supervivencia es poco probable si los factores causales de su actual situación siguen actuando.
b) Sensibles a la alteración de su hábitat, referida a aquellas cuyo hábitat característico está particularmente amenazado, en grave regresión, fraccionado o muy limitado.
c) Vulnerables, destinada a aquellas que corren el riesgo de pasar a las categorías anteriores en un futuro inmediato si los factores adversos que actúan sobre ellas no son corregidos.
d) De interés especial, en la que se podrán incluir las que, sin estar contempladas en ninguna de las precedentes, sean merecedoras de una atención particular en función de su valor científico, ecológico, cultural, o por su singularidad.
Por su parte, dicha ley facultó a las Comunidades Autónomas, a establecer catálogos de especies amenazadas en sus respectivos ámbitos  territoriales, posibilitándose incluso, la creación de categorías específicas distintas de las incluidas en el Catálogo Nacional, determinando para las mismas las prohibiciones y actuaciones que se consideren necesarias para su preservación. Ambos Catálogos, nacional y autonómico, habían de coexistir armónicamente asociados.
Actualmente,  está vigente la Ley del Patrimonio Natural y de la Biodiversidad.

### Estados Unidos
En los Estados Unidos, se aprobó la Ley de Especies en Peligro de Extinción de 1973 para proteger las especies estadounidenses consideradas en peligro de extinción. La preocupación en ese momento era que el país estaba perdiendo especies de importancia científica, cultural y educativa. En el mismo año, se aprobó la Convención sobre el Comercio Internacional de Especies Amenazadas de Fauna y Flora (CITES) como parte de un acuerdo internacional para prevenir el comercio mundial de vida silvestre en peligro de extinción. En 1980, la UICN elaboró la Estrategia Mundial para la Conservación con la ayuda del Programa de las Naciones Unidas para el Medio Ambiente, el Fondo Mundial para la Naturaleza, la Organización de las Naciones Unidas para la Agricultura y la Alimentación y la UNESCO. Su propósito era promover la conservación de los recursos vivos importantes para los seres humanos. En 1992, el Convenio sobre la Diversidad Biológica (CDB) fue acordado en la Conferencia de las Naciones Unidas sobre Medio Ambiente y Desarrollo (a menudo llamada Cumbre de la Tierra de Río) como un acuerdo internacional para proteger los recursos biológicos y la diversidad de la Tierra.

## Participación de la sociedad civil
A fines de la década de 1980, cuando el público se sintió insatisfecho con los esfuerzos de conservación ambiental del gobierno, la gente comenzó a apoyar los esfuerzos de conservación del sector privado, que incluían varias organizaciones no gubernamentales (ONG).
Existen muchas ONG para promover activamente la conservación de la vida silvestre o participar en ella:
- The Nature Conservancy es una organización ambiental benéfica estadounidense que trabaja para preservar las plantas, los animales y las comunidades naturales que representan la diversidad de la vida en la Tierra al proteger las tierras y las aguas que necesitan para sobrevivir.[38]
- World Wide Fund for Nature (WWF) es una organización no gubernamental internacional que trabaja en temas relacionados con la conservación, investigación y restauración del medio ambiente, anteriormente llamada World Wildlife Fund, que sigue siendo su nombre oficial en Canadá y Estados Unidos. Es la organización de conservación independiente más grande del mundo, con más de 5 millones de seguidores en todo el mundo, que trabaja en más de 90 países y apoya alrededor de 1300 proyectos de conservación y medio ambiente en todo el mundo. Es una organización benéfica, y aproximadamente el 60% de su financiación proviene de donaciones voluntarias de particulares. El 45% de los ingresos del fondo proviene de los Países Bajos, Reino Unido y Estados Unidos.[39]
- Conservación Internacional
- National Audubon Society
- Fundación Born Free